# هزار جهد بکردم که سر عشق بپوشم
غزل با مطلعِ «هزار جهد بکردم که سر عشق بپوشم» غزلی است از سعدی در بحرِ مجتث.

## متن
در تصحیحِ محمّدعلی فروغی این غزل ده بیت دارد و شمارهٔ ۴۰۵ است.

## اجرا
محمّدرضا شجریان در آلبومِ سرّ عشق این غزل را به آواز خوانده است. علی‌اکبر گلپایگانی و ایرج بسطامی و ناصر مسعودی و علیرضا افتخاری و سینا سرلک هم اجراهایی از این غزل دارند.

## به زبان‌های دیگر
این غزل به زبان‌های دیگری هم ترجمه شده، از جمله به انگلیسی. مثلاً در مجموعه‌ای که همایون کاتوزیان از غزل‌های سعدی فراهم کرده این نخستین غزل است، با عنوانِ "Love's secret".